# Palazzo dei Trecento
Le Palazzo dei Trecento, autrefois connu sous le nom de Palazzo della Ragione, est un des monuments les plus importants de la ville de Trévise, en Italie.

## Histoire
Le palais a été construit vers 1185 en tant que salle de réunion des différents organes de la commune de Trévise (Domus Comunis), en remplacement d'un ancien bâtiment situé près de la cathédrale de Trévise. Sa réalisation s'achève en 1268, avec l'ajout d'un bâtiment adjacent constituant une prison.
Au fil des décennies, le palais est le siège de la Cour des Consuls, un lieu de réunions publiques (la Concione), l'endroit où le podestat administrait la justice et finalement le siège du Grand Conseil, instance suprême de la commune, composé de trois cents membres, d'où vient le nom de Palazzo dei Trecento.
Au cours du XIXe et du XXe siècle, le palais a subi plusieurs transformations qui ont modifié son aspect. En 1944, pendant le Seconde Guerre mondiale, la ville de Trévise est bombardée, causant de graves dommages à la structure du palais, qui fait entrevoir une démolition complète du bâtiment. Grâce à l'architecte Ferdinando Forlati, le palais est finalement restauré.

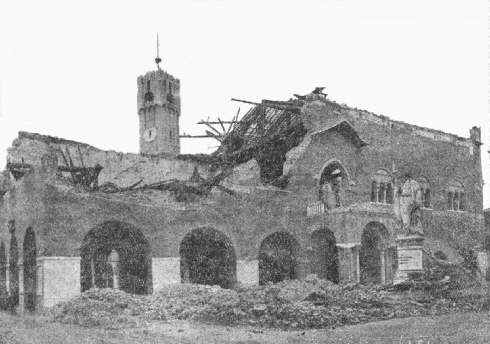
L'état du palais après le bombardement de 1944.

Le palais est aujourd'hui le siège du conseil municipal de Trévise, ainsi qu'un lieu d'expositions.

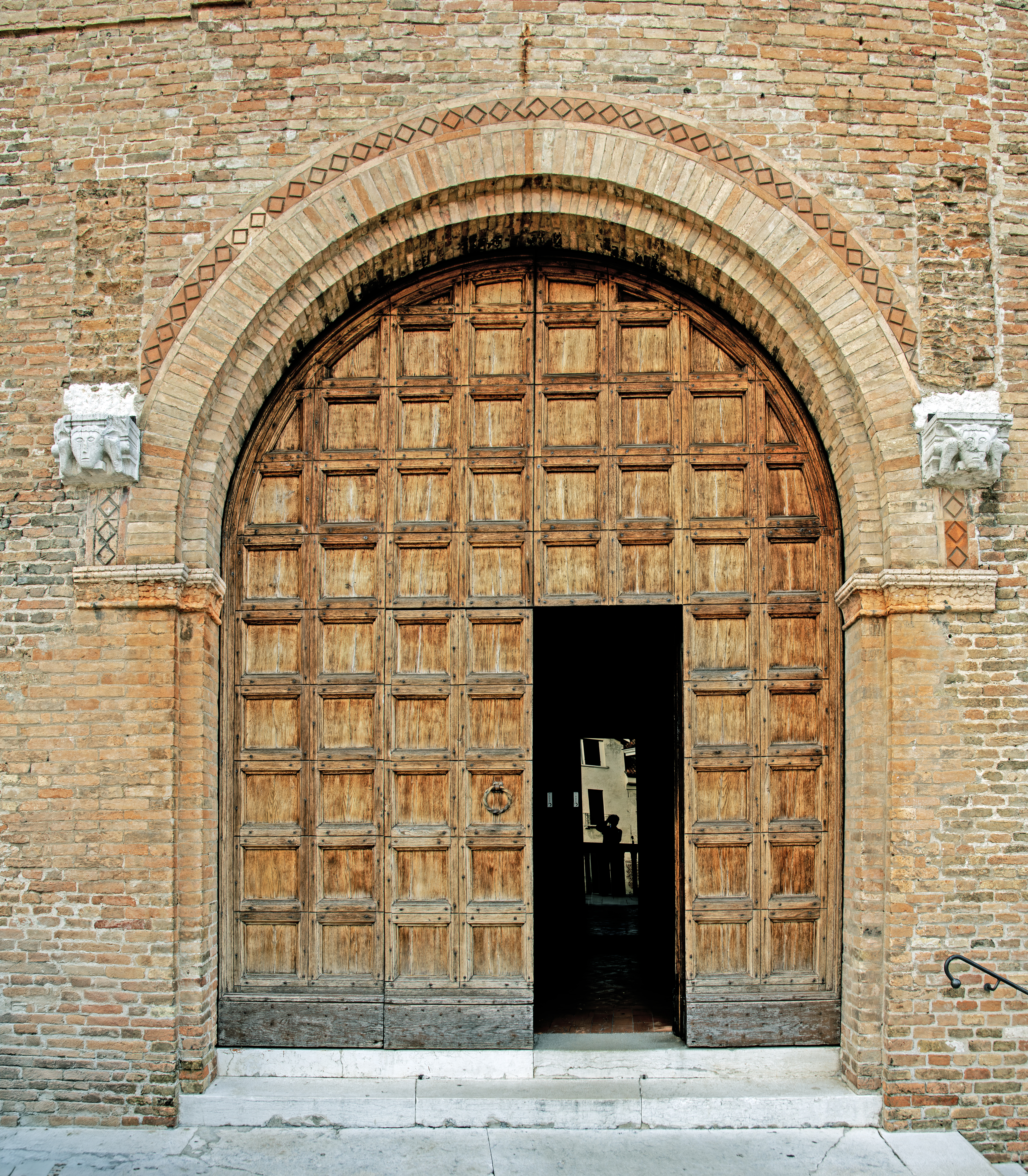
Porte d'entrée à l'étage supérieur
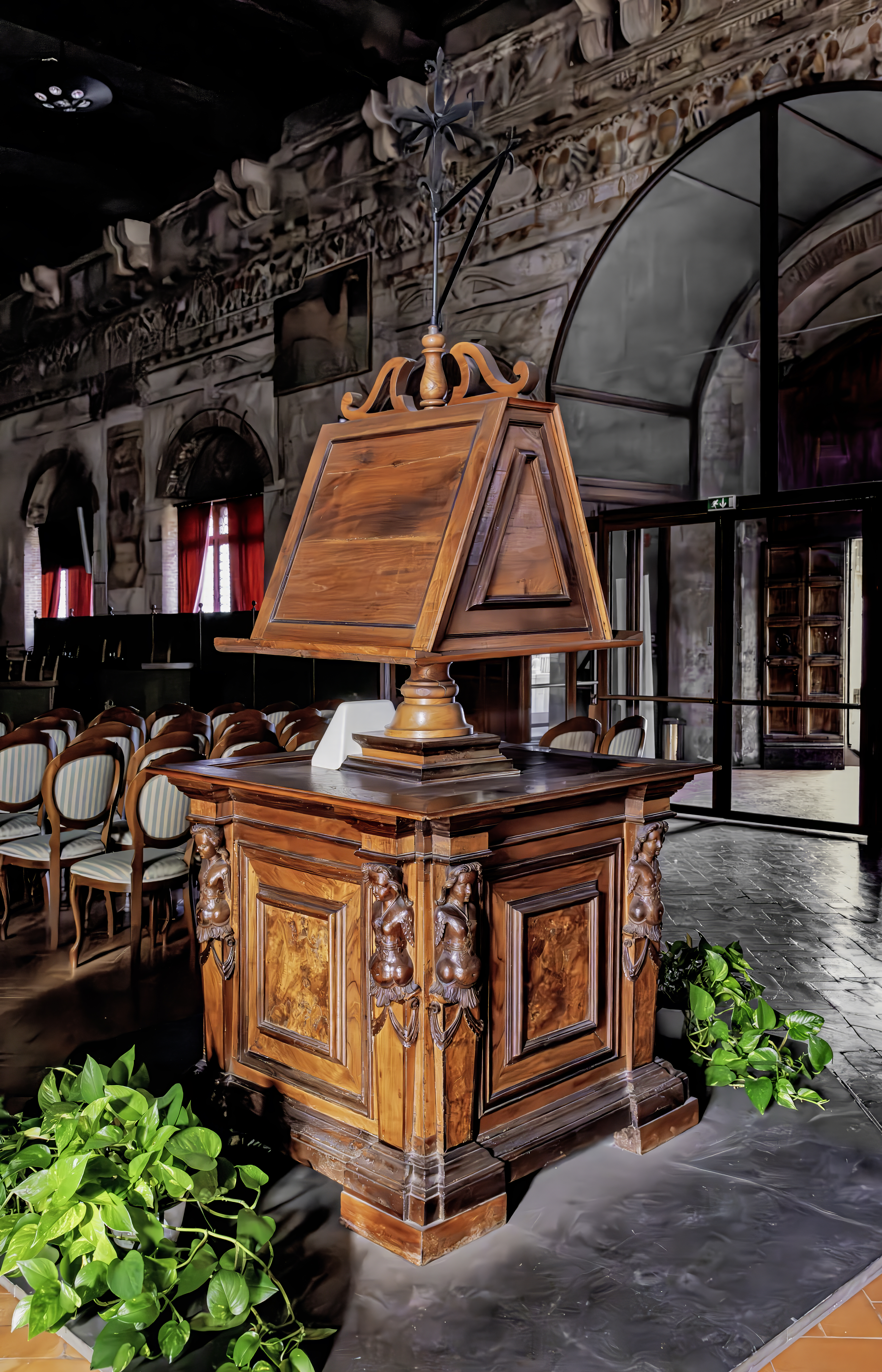
Pupitre monastique monumental en bois

## Architecture

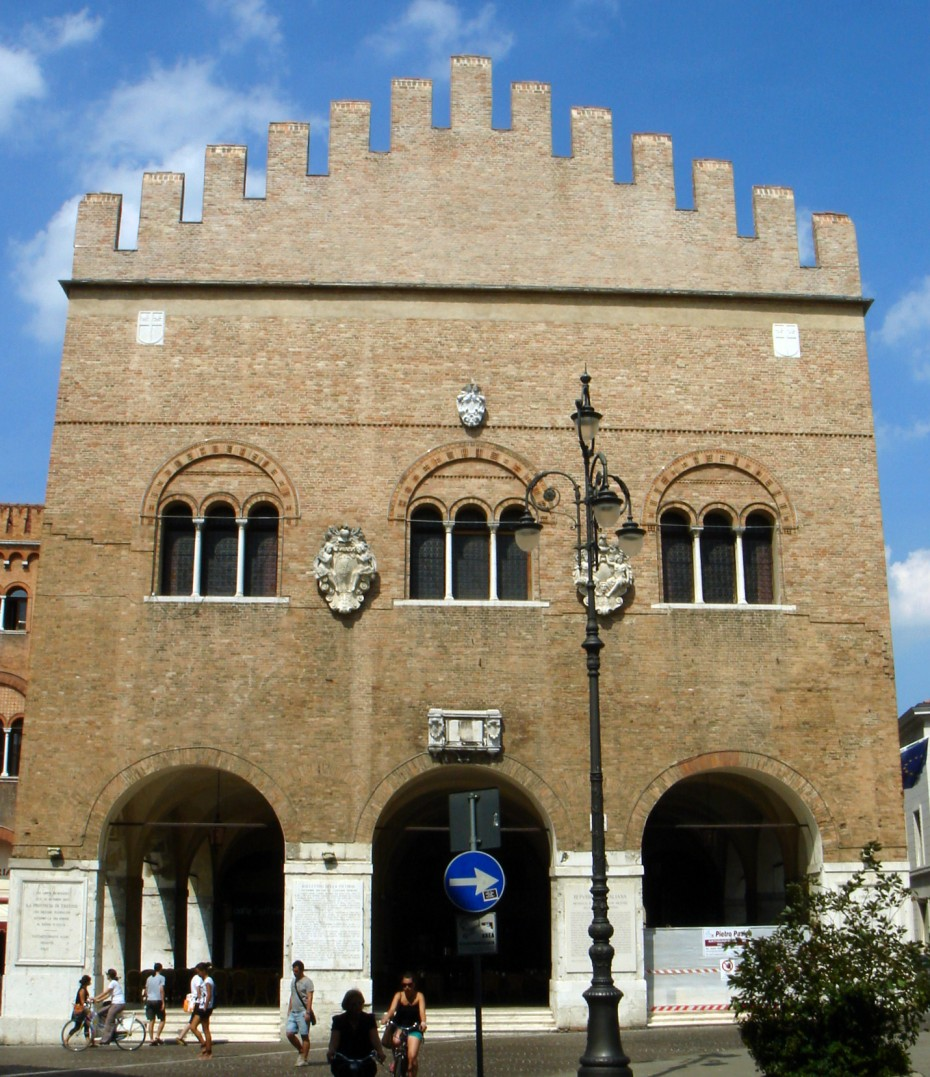
Façade, sud du palais
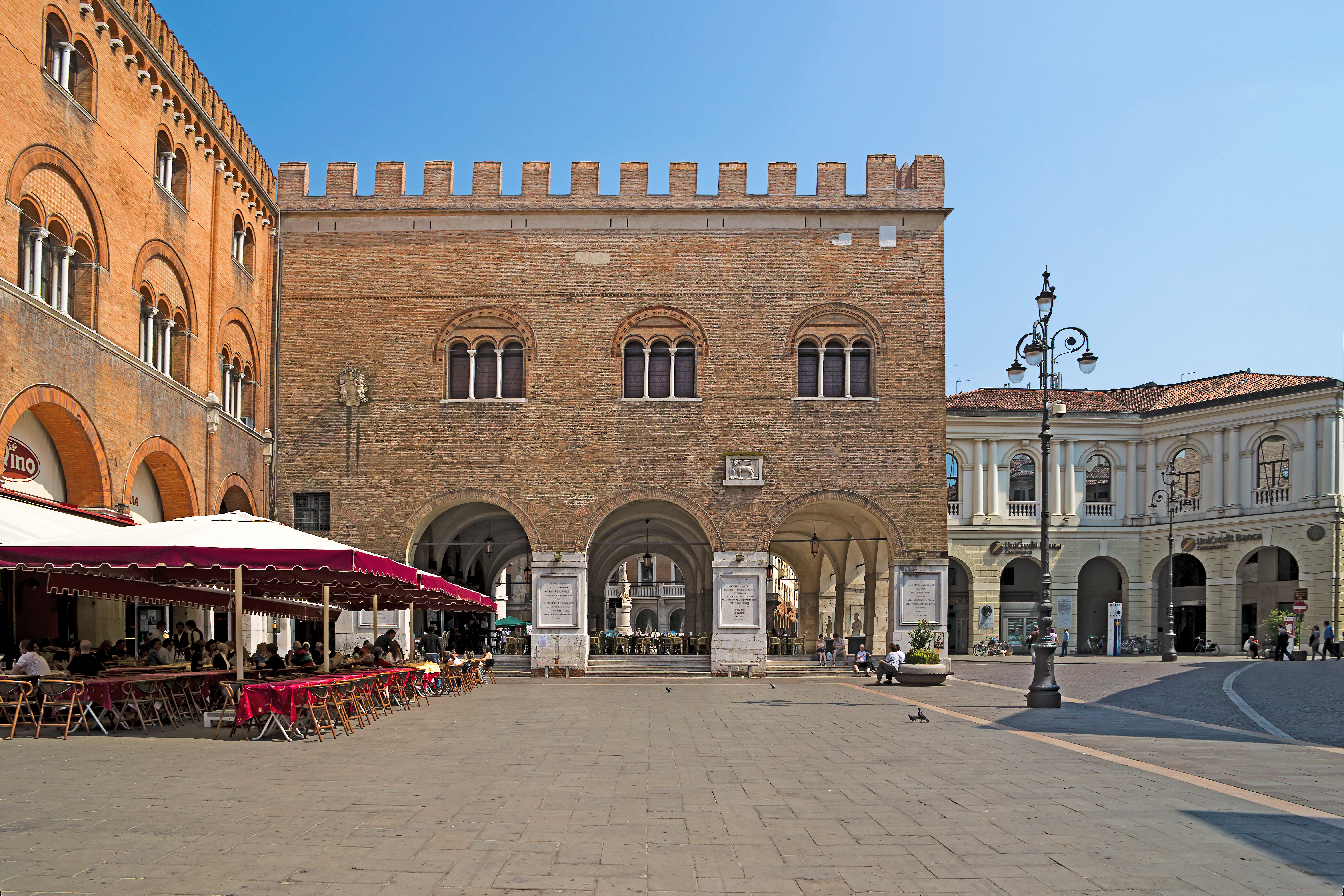
Façade occidentale
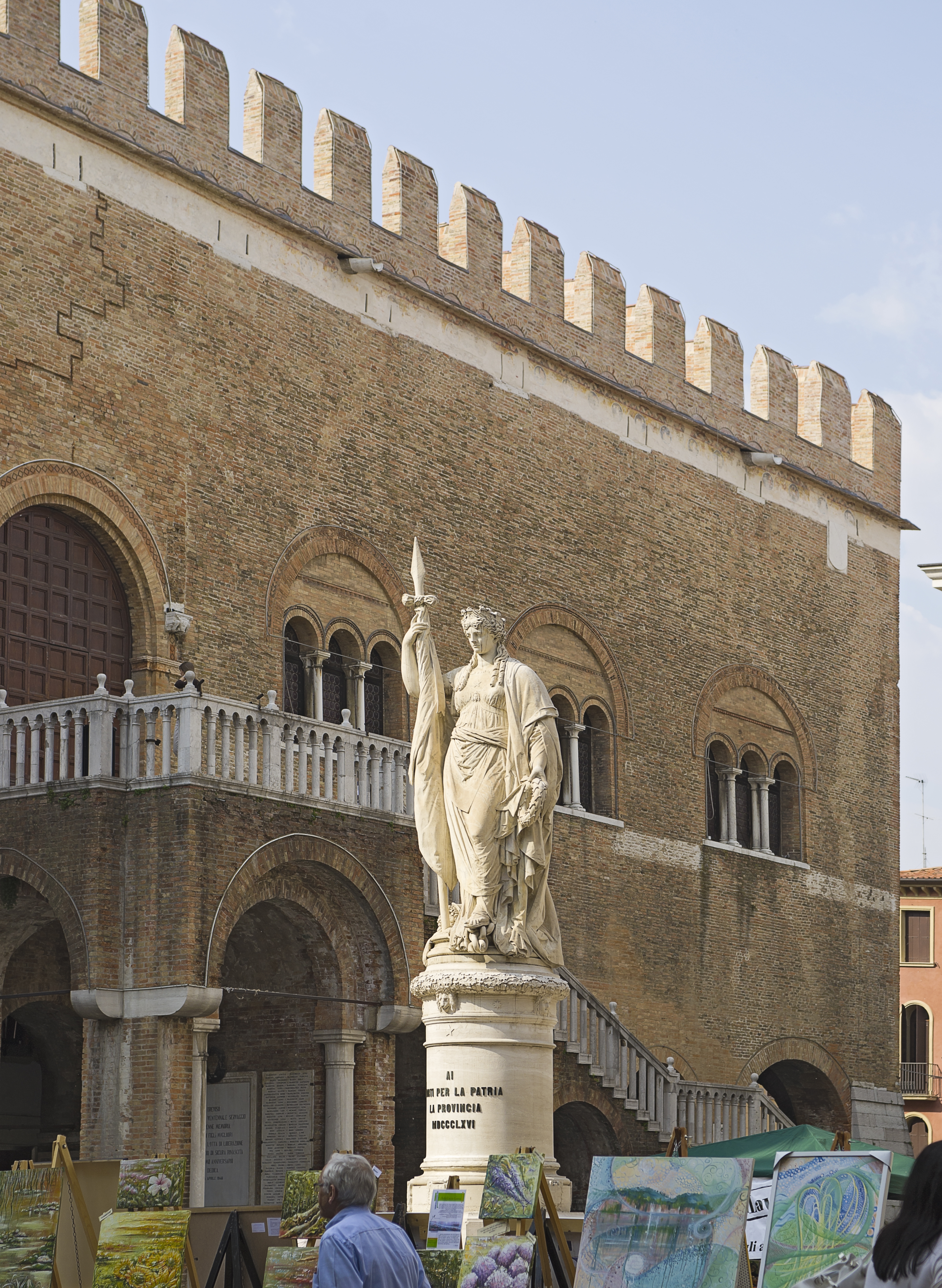
Façade orientale avec le Monumento dell'indipendenza

## Source de la traduction
- (it) Cet article est partiellement ou en totalité issu de l’article de Wikipédia en italien intitulé « Palazzo dei Trecento » (voir la liste des auteurs).